# Dariusz Michalczewski
Dariusz Tomasz Michalczewski (Danzica, 5 maggio 1968) è un ex pugile polacco naturalizzato tedesco.
Lo stile di combattimento aggressivo gli valse il soprannome di "Tiger" (Tigre).

## Carriera

### Il dilettantismo e la defezione
Dariusz Michalczewski si avvicinò al mondo del pugilato da ragazzo, grazie a un programma sportivo gestito dallo Stato polacco. Ebbe una carriera amatoriale di successo e compilò un record di 139-11-2 (con 89 KO). Come dilettante rappresentò la Polonia ai campionati europei juniores del 1986, dove conquistò una medaglia d'argento nei pesi medi. 
Il 24 aprile 1988, durante un ritiro con la nazionale polacca ai confini della Cortina di ferro, il giovane pugile polacco effettuò una defezione scegliendo di rifugiarsi nella Germania Ovest. Divenne cittadino tedesco tre anni più tardi e rappresentò il paese agli europei di quell'anno, aggiudicandosi la medaglia d'oro nei mediomassimi. Punti salienti della sua carriera amatoriale includono una medaglia d'argento agli europei juniones del 1986, un campionato nazionale tedesco (1990) ed uno europeo (1991) nei mediomassimi.

### Gli esordi da professionista
Michalczewski compì il suo debutto professionale il 16 settembre 1991, all'età di 23 anni, sconfiggendo lo statunitense Frederic Porter per KO tecnico alla seconda ripresa. Passato tra i professionisti subito dopo Göteborg 1991, conquistò dapprima alcuni titoli regionali e nel 1994 vinse i mondiali WBO dei mediomassimi e dei massimileggeri. Con tale riconoscimento divenne campione in due diverse classi di peso ma scelse di proseguire la propria carriera nella categoria inferiore. Nel 1997 si aggiudicò anche i titoli WBA, IBF e lineare dei mediomassimi, venendo tuttavia privato dei primi due subito dopo la loro vittoria. Ancora imbattuto da professionista, nel 2003 si portò a ventitré difese consecutive del titolo WBO, nonché ad un solo match dal primato d'imbattibilità di Rocky Marciano (49–0), prima di essere detronizzato a gran sorpresa da Julio César González. Benché avesse annunciato il proprio ritiro dopo la sua prima sconfitta, tornò sul ring per un'ultima volta nel 2005 senza però avere successo.